# Orly-sur-Morin
Orly-sur-Morin település Franciaországban, Seine-et-Marne megyében. Lakosainak száma 660 fő (2022. január 1.). Orly-sur-Morin Bassevelle, Boitron, Bussières, Doue, Saint-Ouen-sur-Morin és La Trétoire községekkel határos.

## Népesség
A település népességének változása:
| Lakosok száma | 676  | 685  | 694  | 677  | 671  | 666  | 660  | 660  | 660  |
|               | 2013 | 2015 | 2016 | 2017 | 2018 | 2019 | 2020 | 2021 | 2022 |